# Jerada
Jerada (en àrab جرادة, Jarāda; en amazic ⵊⵔⴰⴷⴰ) és un municipi de la província de Jerada, a la regió de L'Oriental, al Marroc. Segons el cens de 2014 tenia una població total de 43.506 persones.

## Història
Els disturbis antisemites a Oujda i Jerada de 1948 van ocórrer en aquesta ciutat i a Oujda. A Jerada la població jueva, que constava de prop d'un centenar d'ànimes, havia estat envoltada per una torba incontrolable i atacada amb ferocitat indignant. Ni els nens ni les persones grans es van salvar; trenta-nou jueus van perdre la vida, trenta van ser ferits de gravetat i altres menys greument.